# Saint-Hippolyte-de-Montaigu
Saint-Hippolyte-de-Montaigu ist eine französische Gemeinde mit 249 Einwohnern (Stand: 1. Januar 2022) im Département Gard in der Region Okzitanien. Die Gemeinde gehört zum Arrondissement Nîmes und zum Kanton Uzès. Die Einwohner werden Saint-Hippolytais genannt. 

## Geografie
Saint-Hippolyte-de-Montaigu liegt etwa 28 Kilometer westsüdwestlich von Orange. Umgeben wird Saint-Hippolyte-de-Montaigu von den Nachbargemeinden Saint-Victor-des-Oules im Norden, La Capelle-et-Masmolène im Osten, Flaux im Süden und Südosten sowie Saint-Siffret im Süden und Westen.

## Bevölkerungsentwicklung
| Jahr                       | 1962 | 1968 | 1975 | 1982 | 1990 | 1999 | 2006 | 2017 |
| -------------------------- | ---- | ---- | ---- | ---- | ---- | ---- | ---- | ---- |
| Einwohner                  | 56   | 50   | 89   | 95   | 99   | 116  | 219  | 260  |
| Quellen: Cassini und INSEE |      |      |      |      |      |      |      |      |

## Sehenswürdigkeiten
- Oppidum von La Tourasse
- Romanische Kirche aus dem 12. Jahrhundert
- Turm aus dem 12./13. Jahrhundert